# 财经文摘
《财经文摘》是一本在香港注册的财经类杂志，已经获得中国政府的批准，允许在中国大陆地区发行。
财经文摘杂志的出品人是愈杉，社长是周志兴，主编是赵晓。财经文摘的运营方式获得传媒界同人的称赞，也是传媒研究者的研究案例。财经文摘获得BPA的国际发行认证，在中国大陆发行数量为近15万份。